# Stenopus
Stenopus Latreille, 1819 è un genere di gamberi della famiglia Stenopodidae.

## Tassonomia
- Stenopus chrysexanthus Goy, 1992
- Stenopus cyanoscelis Goy, 1984
- Stenopus devaneyiGoy, 1984
- Stenopus earlei (Goy & J. E. Randall, 1984)
- Stenopus goyi Saito, Okuno & Chan, 2009
- Stenopus hispidus (Olivier, 1811)
- Stenopus pyrsonotus (Goy & Devaney, 1980)
- Stenopus scutellatus (Rankin, 1898)
- Stenopus spinosus(Risso, 1826)
- Stenopus tenuirostrisde Man, 1888
- Stenopus zanzibaricusBruce, 1976